# جولیان کخ
جولیان کخ (انگلیسی: Julian Koch؛ زادهٔ ۱۱ نوامبر ۱۹۹۰) بازیکن فوتبال اهل آلمان است.
از باشگاه‌هایی که در آن بازی کرده‌است می‌توان به باشگاه فوتبال ماینتس ۰۵، باشگاه فوتبال بروسیا دورتموند، باشگاه فوتبال فورتونا دوسلدورف، باشگاه فوتبال سن پائولی، و باشگاه فوتبال دویسبورگ اشاره کرد.
وی همچنین در تیم‌های ملی فوتبال جوانان آلمان، جوانان آلمان، زیر ۲۰ سال آلمان، و زیر ۲۱ سال آلمان بازی کرده‌است.